# Vulkanska dolina Waimangu
Vulkanska dolina Waimangu je hidrotermalni sistem, ki je nastal 10. junija 1886 z vulkanskim izbruhom gore Tarawera na Severnem otoku Nove Zelandije. Obsega jezero Rotomahana, mesto Rožnatih in Belih teras, pa tudi lokacijo gejzirja Waimangu, ki je bil aktiven od leta 1900 do 1904. Območje je vse bolj dostopno kot turistična atrakcija in vsebuje jezero Frying Pan, ki je največji vroč vrelec na svetu, in soparno in običajno bledo modro kratersko jezero Inferno, največje gejzirju podobno znamenitost na svetu, čeprav samega gejzirja ni mogoče videti, ker igra na dnu jezera.
Waimangu je beseda v jeziku Maori, ki pomeni 'črna voda'. To ime izhaja iz vode, ki jo je bruhal gejzir Waimangu, ki je bila črna od blata in kamenja.
Od leta 1890 naprej so dolino postopoma naravno ponovno poselile rastline, od alg in bakterij, ki ljubijo vročo vodo, do mahov in številnih vrst avtohtonih praproti, grmovnic in dreves. Te pa podpirajo avtohtone vrste ptic, vključno kererū (Hemiphaga novaeseelandiae), tūī (Prosthemadera novaeseelandiae), svetlečo kukavico (Chrysococcyx lucidus), pahljačasto ptico (Rhipidura fuliginosa), zvonca (Anthornis melanura) in pūkekom (Porphyrio melanotus), pa tudi vnesene vrste ptic, kot so žalostna majna, sraka, ščinkavec in vrabec. V spodnjih predelih doline in na jezeru Rotomahana uspeva populacija črnega laboda (Cygnus atratus). Po navedbah lokalnih vodnikov jih je v regijo iz Zahodne Avstralije prinesel George Edward Gray v 19. stoletju skupaj z valabijem.
Kot redek ekosistem, popolnoma naravno ponovno vzpostavljen po vulkanskem izbruhu, je Waimangu zaščiten kot slikovit rezervat, ki ga upravlja Ministrstvo za varstvo NZ. Razvijajoči se lokalni avtohtoni gozd je edini trenutni novozelandski primer ponovne vzpostavitve vegetacije po popolnem opustošenju brez človeškega vpliva, kot je sajenje. Številne geotermalne značilnosti Waimanguja so uvrščene v kategorijo A – izjemno pomembne, mednarodnega pomena.

## Zgodovina
Največji vulkanski izbruh v zadnjih 700 letih na Novi Zelandiji, izbruh gore Tarawera leta 1886, je ustvaril geotermalno območje vulkanske doline Waimangu. Dolina leži na jugozahodnem koncu 17-kilometrske  razpoke, ki je nastala v tem enodnevnem izbruhu. Vsa vegetacija v dolini Waimangu je bila zaradi izbruha popolnoma uničena in območje je bilo prekrito z blatom in vulkanskim pepelom v povprečni debelini 20 metrov.
V desetletju po izbruhu gore Tarawera so se hidrotermalne površinske dejavnosti in geotermalne značilnosti trajno ustalile v dolini Waimangu, čeprav pred letom 1886 tam niso poročali o takšnih dejavnostih. Rastlinstvo se je počasi ponovno vzpostavilo na prelomu stoletja, ko je nova tla so se začela posedati in stabilizirati.
Prva pomembna hidrotermalna značilnost območja je bil gejzir Waimangu, ki je deloval od leta 1900 do 1904. V prvih dveh desetletjih 20. stoletja je več dogodkov oblikovalo območje okoli kraterja Echo in Inferno. Izbruha leta 1915 in 1917 sta povečala krater Echo. Kraterji, ki so nastali zaradi slednjega izbruha, so se do sredine leta 1918 napolnili in postali jezero Frying Pan Lake. Nadaljnji manjši izbruhi so se nadaljevali skozi 20. stoletje, z zadnjim maja 1981 v kraterju Raupo Pond, ki je uničil Blatno razpoko, ki je tam nastala leta 1906.

## Geotermalne in hidrotermalne značilnosti
Štiri kilometre dolg odsek vulkanske doline Waimangu, ki poteka od južnega kraterja do obrežja jezera Rotomahana, je žarišče geotermalne in hidrotermalne dejavnosti od izbruha gore Tarawera leta 1886 in  vsebuje tri z jezeri polne kraterje Južni krater, krater Echo in krater Inferno, kot tudi z grmovjem obdani krater Raupo Pond, krater Fairy in Black Crater.
50 metrov globok Južni krater je nastal zaradi izbruha gore Tarawera leta 1886 in od takrat ni bil posebej aktiven. Njegovo dno zapolnjuje plitvi dva metra globok bazen Emerald Pool, hladnovodno jezero večinoma deževnice. Voda v jezeru je običajno rjave barve, vendar se lahko spreminja glede na stanje rastlin, ki rastejo v njej. Včasih je prisotna rast rdeče vodne praproti (Azolla).
Malo stran severovzhodno leži krater Echo, največji krater na tem območju, napolnjen s kot soparo vročim jezerom Frying Pan, ki je največji vroč izvir na svetu. Jezero ima povprečno globino šest metrov in površino 38.000 kvadratnih metrov. Povprečna temperatura njegove kisle vode (pH 3,5) je 55 °C, preliv jezera pa je vir potoka Waimangu (potok vroče vode), ki teče skozi dolino in v jezero Rotomahana.
Na zahodni obali jezera Frying Pan so vidne barvite sintrane terase, neposredno vzhodno od kraterja Echo pa je bilo mesto izumrlega gejzirja Waimangu. Območje kraterja je bilo vir izbruhov še v letih 1915, 1917 in nazadnje leta 1973 in je še vedno zelo aktivno, kar je razvidno iz parečih Cathedral Rocks na severu ter skupine vročih vrelcev in kremenčevih formacij severovzhodno od jezera imenovani Vroči vrelci matere Zemlje (Nga Puia o te Papa).
Robovi potoka Waimangu od jezera Frying Pan vzhodno od kraterja Inferno so pokriti z občutljivimi tvorbami silicijevega dioksida in pisanimi mineralnimi usedlinami, ki vsebujejo sledi arzena, molibdena, antimona in volframa, medtem ko je struga potoka dom modrozelenih alg in nitastih kolonij fotosintetske bakterije Chloroflexus aurantiacus v različnih barvah od svetlo zelene do oranžne. Sredi tega območja je slikovita terasa Bird's Nest (Ptičje gnezdo), občutljiva kremenčeva terasa z majhnim izvirom v obliki vulkana na vrhu, ki nenehno bruha v bližini vrele vode, visoke približno en meter. Terasa je prekrita z modro-zelenimi algami, ki ne morejo preživeti v vročem toku vode, ki teče iz izvira, kar daje pisan kontrast zelene in oranžne barve.
Nadalje teče potok Waimangu mimo prikladno poimenovanega Clamshell Springa, vročega izvira vrele, s kremenom bogate vode, nato pa se nadaljuje skozi globok naravni jarek s stenami kremenčevih kapniških formacij, ki nastanejo zaradi kapljanja curkov z minerali bogate vode.
Severno od tega območja, na pobočju gore Haszard, je krater Inferno, napolnjen z osupljivim bledo modrim jezerom zelo kisle vode s pH le 2,2. Krater je bil razstreljen na pobočju gore kot del izbruha gore Tarawera leta 1886 in ostaja mesto največjega gejzirju podobnega elementa na svetu. Čeprav dejanski gejzir deluje na dnu jezera in ga ni mogoče videti, je na obali in steni pečine za jezerom vidna peščica aktivnih fumarol. Vodostaj tega do 30 metrov globokega jezera sledi zapletenemu ritmičnemu ciklu, ki je med seboj povezan z bližnjim jezerom Frying Pan.
Gora Haszard je dobila ime po šolskem učitelju Charlesu Haszardu in članih njegove družine, ki so umrli med izbruhom gore Tarawera. Lokalno vidna majhna gora vsebuje plitev krater Raupo Pond, 56 metrov globok krater Fairy s strmimi stranmi in črni krater. Vsi ti kraterji so nastali med izbruhom gore Tarawera in so bili pozneje popolnoma prekriti z domačim grmovjem.
Potok Waimangu se nadaljuje proti vzhodu mimo gore Haszard in mimo izrazitega pobočja kaolinske gline z vročimi vrelci, da se združi s potokom Haumi s hladno vodo, ki močno ohladi skupni vodni tok.
Druge geotermalne značilnosti vzdolž spodnjega dela doline vključujejo Marmorno teraso (Marble Terrace) z obsežno sintrano ravnino in oporniki, sestavljenimi iz podobnega materiala kot Rožnate in bele terase, ter večbarvno teraso Warbrick. Bele in oranžne usedline silicijevega dioksida na Marmorni terasi se napajajo iz vročega vrelca v bazenu Iodine Pool, z majhnimi valovi vode, ki preplavljajo bazen pri temperaturi približno 97 °C in preplavljajo teraso. Iodine Pool je dobil ime po rjavi barvi skal in bregov okoli njega.
Terasa Warbrick na koncu doline je poimenovana po članih družine Warbrick, ki so bili vključeni v vodenje po tem območju v dveh desetletjih po izbruhu gore Tarawera leta 1886. Terasa je niz hitro rastočih oranžnih in belih kremenčevih ploščadi, podobnih Marmorni terasi. Od 1930-ih do 1950-ih je na terasi deloval majhen gejzir. Območje v tem odprtem kraterju ima več majhnih, jasno vidnih vročih vrelcev in vidno kopičenje plasti, ki tvorijo jez okoli bledo modrega tolmuna vode, bogate s kremenom. Jez je začel rasti v 90. letih 20. stoletja z odlaganjem sintranja, ki ga podpira rast alg in za seboj zapre vedno globlji vodni ribnik. Ribnik od časa do časa odteče in razkrije občutljive kremenčeve tvorbe in robove.

## Živalstvo in rastlinstvo
Waimangu je dom številnih mikroorganizmov in rastlin, prilagojenih različnim toplotnim razmeram v dolini, od termofilnih bakterij, ki preživijo temperature 70 °C in alg, ki rastejo pri kislosti pH 3,8 do mahov in ležeča kanuka (Kunzea ericoides), ki rastejo pri temperaturah tal do 55 °C.
Vsa vegetacija v dolini ne izvira iz 1890-ih, ko so rastline začele ponovno poseljevati območje v naravnem zaporedju po popolnem uničenju kakršnega koli rastlinskega sveta zaradi izbruha gore Tarawera leta 1886. V zadnjih 120 letih se je rastlinstvo v dolini Waimangu ponovno vzpostavilo z razpršitvijo trosov in semen s pomočjo vetra in ptic; ljudje jih niso zasadili. Kasnejši majhni izbruhi so še vedno povzročali lokalne motnje flore, predvsem izbruh kraterja Echo iz leta 1917, ki je uničil večino flore med kraterjem in centrom za obiskovalce.
Botanično bogat ekosistem doline zdaj vključuje skoraj 50 različnih drevesnih in grmovnih vrst, okoli 50 praproti in sorodnih rastlin ter številne zelnate rastline in trave. Pomembne vrste vključujejo kanuko, ki zaradi visokih temperatur tal prilagodi ležečo navado, lisičjakovce, ki lahko rastejo pri temperaturah tal nad 50 °C, in velike populacije ogroženih vrst praproti. Nekatere rastline ne prenašajo zmrzali in so omejene na hidrotermalna območja Nove Zelandije. Različne vrste bakterij, kot je Chloroflexus, soobstajajo z modrozelenimi algami v strugah toplovodnih tokov v dolini, zlasti v prelivnem potoku iz jezera Frying Pan. Alge in bakterije tvorijo preproge živih odtenkov, ki segajo od oranžne do svetlo zelene in modre, odvisno od temperature vode in koncentracije žvepla. Robovi teh potokov so pogosto poseljeni z mahovi in praprotmi.
V dolino se je ponovno razširilo tudi več tujerodnih rastlinskih vrst, kot so oposumi, podgane in miši. Shema zatiranja škodljivcev je bila uvedena leta 2000 in potekajo prizadevanja, da bi otok Patiti v jezeru Rotomahana ostal brez škodljivcev.

## Turizem
Prvi pomemben turizem na območju doline Waimangu se je začel z izbruhi gejzirja Waimangu leta 1900. Obiskovalci enodnevnih izletov iz Rotorue so si želeli videti gejzir, ki naj bi izbruhnil do 460 metrov visoko, vse do njegovega prenehanja konec leta 1904. Turistično potovanje, imenovano "Round Trip", je potekalo od poletja 1902–1903.
Leta 1903 je nenaden izbruh gejzirja Waimangu ubil štiri ljudi. Kljub nevarnostim je območje ostalo priljubljena turistična atrakcija. Izbruh kraterja Echo leta 1917 je uničil bližnjo nastanitev in ubil dve osebi. Ta dogodek je bil zadnji večji dogodek v dolini in je spremenil pokrajino, tako da je do sredine leta 1918 povzročil nastanek jezera Frying Pan. Ruševine nastanitvene stavbe so bile podrte leta 1970.
Zaradi intenzivne hidrotermalne dejavnosti in raznolikih značilnosti Waimangu je območje mednarodnega interesa za geologe, vulkanologe, pa tudi botanike, ki jih zanimajo edinstveno prilagojene termotolerantne rastline, ki naseljujejo območja v širokem razponu ravni kislosti tal in temperatur. Znanstvena oprema za spremljanje je bila nameščena na več lokacijah v dolini Waimangu leta 1970, zlasti za raziskovanje nenavadnih med seboj povezanih cikličnih variacij med jezerom Frying Pan in jezerom Crater.
Od leta 1990 turizem v slikovitem rezervatu, ki ga upravlja Department of Conservation, upravlja Waimangu Volcanic Valley Ltd v najemu in je prejel več turističnih in okoljskih nagrad. Ogled vključuje avtobusni prevoz, ki vozi po zasebni makadamski cesti skozi dolino med centrom za obiskovalce in jezerom Rotomahana, ter križarjenje z ladjo po jezeru Rotomahana. Avtobus vozi tri postajališča, kjer se makadamska cesta križa s sprehajalno potjo po dolini. Ponuja urnik devetih povratnih voženj na dan – neomejen dostop do njega je vključen v vstopnino. Križarjenje z ladjo poteka 5–6 načrtovanih izletov dnevno in je dodatno ceno.
Ponudba v dolini vključuje center za obiskovalce, odprt leta 2000, kavarno in trgovino s spominki ter dodatna stranišča v bližini terase Warbrick. Center za obiskovalce in parkirišče sta ob cesti Waimangu, šest kilometrov od državne ceste 5, petnajst minut vožnje južno od Rotorue.
Glavni sprehod skozi vulkansko dolino Waimangu obsega 3,6 kilometra preprostih širokih makadamskih poti in sprehajališč ter je dostopen z invalidskimi vozički, razen kraterja Inferno in pohodniške poti gore Haszard. Sprehod se začne v centru za obiskovalce in se spušča mimo Južnega kraterja, kraterja Echo in jezera Frying Pan, mimo številnih geotermalnih značilnosti, Marmorne terase in terase Warbrick, ter konča pri jezeru Rotomahana. Kratek ovinek 50 stopnic vodi do razgledne ploščadi ob jezeru Inferno. Zaradi zanimivosti ob poti je predlagan čas hoje 1,5 do 2 uri. Z avtobusom se lahko vrne v center za obiskovalce s katere koli od treh avtobusnih postaj ali po bližnjici med njimi.
Medtem ko je samostojna hoja najbolj priljubljena možnost za raziskovanje geotermalnih značilnosti na sprehodu, so na voljo tudi popolnoma vodeni izleti. 45-minutno križarjenje z ladjo zajema termalno aktivnost ob obali jezera Rotomahana, ki je vidna samo z vode.
Dodatna pohodniška pot gora Haszard je bila odprta leta 2005 in je, čeprav bolj strma, standardna pohodniška pot. Pot sledi deloma sprehajalni poti Waimangu "Round Trip" iz zgodnjih 1900-ih in se še naprej vzpenja od kraterja Inferno, obdaja krater Raupo Pond, krater Fairy in Black Crater, z več dobrimi razglednimi točkami, ki zagotavljajo panoramski pogled na dolino. Doda 20 minut hoje, vendar ne preide nobenih opazno aktivnih geotermalnih značilnosti. Priporočljivo je, da predhodno obiščete geotermalne značilnosti med teraso Bird's Nest in sotočjem potoka Haumi in Hot Water Creek ali pa se vrne nazaj, ko se pohodniška pot ponovno združi z glavno potjo, da jih ne zamudite.
Avgusta 2013 je bila dokončana kolesarska pot Te Ara Ahi. Obsega Waimangu in omogoča vožnjo po namenski kolesarski poti vse od Rotorue do vulkanske doline Waimangu. 30-kilometrski odsek Rotorua-Waimangu je 3–4 ure enostavne vmesne vožnje po betonski kolesarski stezi in nato po cesti Waimangu.